# Потапов, Василий Абрамович
Василий Абрамович Потапов (27 марта 1918 — 5 августа 1996) — советский танкист. Участник Польского похода РККА, операции по присоединению Бессарабии и Северной Буковины к СССР и Великой Отечественной войны. Герой Советского Союза (1944). Полковник. Почётный гражданин Мелитополя (1995).

## Биография
Василий Абрамович Потапов родился 27 марта 1918 года в селе Бортное Мценского уезда Орловской губернии Советской России (ныне село Залегощенского района Орловской области Российской Федерации) в крестьянской семье. Русский. Образование среднее профессиональное. До призыва на военную службу работал механиком на Моховской машинно-тракторной станции.
В ряды Рабоче-крестьянской Красной Армии В. А. Потапов был призван Моховским районным военкоматом Орловской области в 1938 году. Срочную службу начал рядовым под Новоградом-Волынским в 24-й легкотанковой бригаде Киевского особого военного округа. В сентябре 1939 года в составе Волочиской (позднее Восточной) армейской группы Украинского фронта участвовал в освободительном походе в Западную Украину. После окончания срочной службы Василий Абрамович решил остаться на сверхсрочную и был направлен на курсы танковых техников при Ленинградском авто-техническом училище. За время его учёбы автобронетанковые войска СССР были реформированы, и на службу младший техник В. А. Потапов вернулся в 15-й танковый полк 8-й танковой дивизии 4-го механизированного корпуса 6-й армии. В июне-июле 1940 года он принимал участие в операции по присоединению Бессарабии и Северной Буковины к СССР. Перед началом Великой Отечественной войны 15-й танковый полк дислоцировался в пригороде города Львова.
В боях с немецко-фашистскими захватчиками и их румынскими союзниками В. А. Потапов с 22 июня 1941 года на Юго-Западном фронте. Участвовал в приграничных сражениях. 24 июня 1941 года 8-я танковая дивизия была передана в состав 15-го механизированного корпуса и участвовала в танковом сражении в районе Дубно-Луцк-Броды. После поражения войск Юго-Западного фронта в сражении Василий Абрамович уже в пешем строю с боями отступал к Киеву, где в сентябре 1941 года попал в окружение. В конце октября 1941 года ему удалось перейти линию фронта. После проверки в органах НКВД СССР его направили в танковое училище. Вновь в действующей армии лейтенант В. А. Потапов с 18 декабря 1942 года на Юго-Западном фронте в должности командира роты средних танков 290-го танкового батальона 99-й танковой бригады 2-го танкового корпуса 3-й гвардейской армии. Василий Абрамович участвовал в операции «Малый Сатурн», в ходе которой были отражены попытки немцев деблокировать окружённую в Сталинграде 6-ю армию вермахта. В январе-феврале 1943 года войска Юго-Западного фронта провели Ворошиловградскую операцию. В ходе наступательных боёв рота старшего лейтенанта В. А. Потапова уничтожила 13 вражеских танков, 5 бронетранспортёров, 2 самоходные артиллерийские установки, 4 артиллерийских орудия, 15 пулемётных точек, 12 автомашин с пехотой и военными грузами и до 300 солдат и офицеров неприятеля.
После окончания операции «Скачок» 2-й танковый корпус был выведен в резерв фронта, где находился до июня 1943 года. В первых числах июля 1943 года корпус был в срочном порядке переброшен на Воронежский фронт. 8 июля 1943 года он был введён в бой в районе станции Прохоровка. Старший лейтенант В. А. Потапов участвовал в первом встречном сражении на Прохоровском поле, произошедшем в этот день между подразделениями 2-го танкового корпуса и частями танковых дивизий СС «Мертвая голова» и «Рейх». Отразив натиск противника, советские танкисты закрепились на оборонительных позициях под Прохоровкой. В период 9 по 12 июня 1943 года они вели тяжёлые бои с превосходящими силами неприятеля. В этот период танковая рота старшего лейтенанта Потапова продемонстрировала образцы мужества и стойкости, остановив немецкие танки на рубеже Михайловка — Васильевка. В ожесточённых многочасовых боях рота Потапова уничтожила 3 тяжёлых и 7 средних танков противника, 2 миномётные батареи и до 250 военнослужащих вермахта. 12 июля 1943 года Василия Абрамович командовал своей ротой в танковом сражении под Прохоровкой. В августе 1943 года старший лейтенант В. А. Потапов участвовал в окончательном разгроме немецко-фашистских войск на южном фасе Курской дуги в ходе Белгородско-Харьковской операции, освобождал город Лебедин. За массовый героизм личного состава в Курской битве 2-й танковый корпус был преобразован в 8-й гвардейский, а 99-я танковая бригада стала 59-й гвардейской. В. А. Потапов был награждён орденом Красного Знамени и назначен командиром 290-го танкового батальона.
Преследуя отступающие к Днепру немецко-фашистские войска, подразделения Воронежского фронта начали освобождение Левобережной Украины. Во время Сумско-Прилуцкой наступательной операции танковый батальон старшего лейтенанта В. А. Потапова действовал в авангарде корпуса. Прорвав 9 сентября 1943 года оборону противника на реке Грунь, Потапов со своими танкистами устремился в тыл немецких войск. Сметая вражеские заслоны и подавляя узлы сопротивления, 11 сентября 1943 года он вышел к селу Коновалово, где разгромил крупную колонну немецких войск. В этом бою Василий Абрамович лично уничтожил 9 противотанковых пушек, 1 САУ, до 10 автомашин с грузами и около 150 вражеских солдат. 22 сентября 1943 года батальон В. А. Потапова первым из частей корпуса вышла к Днепру севернее Канева. 25 сентября 1943 года за пять часов под непрерывным артиллерийским огнём и бомбёжкой вражеской авиации Василий Абрамович осуществил переправу своего батальона на правый берег реки у села Зарубинцы Каневского района Черкасской области, не потеряв при этом ни одной машины. Сходу при поддержке мотопехоты танкисты овладели важным опорным пунктом немецкой обороны. К середине дня 29 сентября усилиями батальона Потапова плацдарм, получивший название Букринского, был расширен до 15 квадратных километров. Противник, подтянув значительные резервы, 28 сентября 1943 года перешёл в контратаку. В течение двух дней силами двух пехотных полков при поддержке танков, самоходных артиллерийских установок и авиации он пытался отбросить советские войска обратно за Днепр. Только 29 сентября батальон Потапова отразил 9 немецких атак. В ходе ожесточённых двухдневных боёв 290-й танковый батальон уничтожил 2 вражеских САУ, 12 полевых орудий, более 25 пулемётов, 6 миномётных батарей и более 600 немецких солдат и офицеров. В октябре 1943 года находившиеся на Букринском плацдарме части Красной Армии вели тяжёлые бои за его расширение. Стремясь улучшить занимаемые позиции для последующего наступления, войска на плацдарме неоднократно предпринимали атаки на позиции противника севернее Великого Букрина, однако всякий раз вязли в его глубоко эшелонированной обороне. Брошенный в бой на этом участке 290-й танковый батальон гвардии старшего лейтенанта В. А. Потапова 13 октября 1943 года стремительной атакой сломил сопротивление противника и захватил стратегически важный опорный пункт немецкой обороны — село Ходоров. Успех батальона Потапова дал возможность расширить плацдарм до 5 километров в глубину и упрочить позиции советских войск. За образцовое выполнение боевых заданий командования на фронте борьбы с немецкими захватчиками и проявленные при этом отвагу и геройство Указом Президиума Верховного Совета СССР от 3 июня 1944 года гвардии старшему лейтенанту Потапову Василию Абрамовичу было присвоено звание Героя Советского Союза.
В середине ноября 1943 года, уже после освобождения Киева, понёсший большие потери 8-й гвардейский танковый корпус был надолго выведен в резерв Ставки Верховного Главнокомандования. До лета 1944 года командиры подразделений занимались обучением молодого пополнения. В бой корпус был брошен в середине июля 1944 года на 1-м Белорусском фронте в ходе Люблин-Брестской операции. Вскоре после начала операции корпус был включён в состав 2-й танковой армии. 2-й танковый батальон гвардии капитана В. А. Потапова прошёл с боями от Западного Буга до предместий Варшавы, уничтожив 9 немецких танков, 17 противотанковых орудий, 24 автомашины с военными грузами, более 30 пулемётных точек и более 800 солдат и офицеров противника. Василий Абрамович участвовал в уличных боях за города Люблин и Миньск-Мазовецки, освобождал Прагу — правобережное предместье Варшавы. В октябре 1944 года его батальон в составе бригады отражал контрудары немецких войск на Сероцком плацдарме. В последних числах ноября 1944 года 8-й гвардейский танковый корпус был выведен во фронтовой резерв и начал подготовку к новому наступлению.
В ночь с 14 на 15 января 1945 года он был введён на Пултуский плацдарм и на рассвете брошен в бой в полосе наступления 2-й ударной армии 2-го Белорусского фронта. В ходе Млавско-Эльбингской фронтовой операции, проводимой в рамках Восточно-Прусской стратегической операции, войскам фронта предстояло овладеть млавским оборонительным районом противника. В ночь на 17 января 1945 года 2-й танковый батальон под командованием гвардии капитана В. А. Потапова атаковал вражеский аэродром у города Цеханув. В результате атаки батальон разгромил крупную группировку противника, готовившегося перейти в контратаку. В бою танкистами было уничтожено 41 артиллерийское орудие, 2 танка, 8 миномётов, 2 зенитные установки и до 450 вражеских солдат и офицеров, захвачены 1 танк и склад с топливом. В плен сдались 52 военнослужащих вермахта. 22 января 1945 года батальон участвовал в штурме города Дойч-Эйлау, стратегически важного узла немецкой обороны, который немецким войскам было приказано удержать любой ценой. В честь подразделений, участвовавших в штурме города, в Москве был произведен салют, а танкистам 8-го гвардейского танкового корпуса была объявлена благодарность от имени Верховного Главнокомандующего. За отличие в Млавско-Эльбингской операции В. А. Потапов был награждён орденом Красного Знамени и произведён в майоры.
10 февраля 1945 года войска 2-го Белорусского фронта начали Восточно-Померанскую операцию с целью разгрома немецкой группы армий «Висла». 8-й гвардейский танковый корпус после перегруппировки включился в операцию в середине февраля 1945 года. Перейдя в наступление с плацдарма на левом берегу Вислы севернее Грауденца, подразделения корпуса прорвали оборону противника и, обходя опорные пункты немецкой обороны, устремились к Данцигу. Батальон гвардии майора В. А. Потапова действовал в авангарде корпуса. 19 февраля 1945 года пал город Меве. 6 марта 59-я гвардейская танковая бригада участвовала в штурме города Прейсиш-Старгард. 23 марта 1945 года батальон Потапова разгромил сильные опорные пункты немцев в Гросс Белькау и Леблау и в ночь с 25 на 26 марта 1945 года дерзким манёвром ворвался в Эмаус, пригород Данцига. Успешные действия танкового батальона Потапова нашли отражение в сводке Совинформбюро за 25 марта 1945 года. В ходе уличных боёв за Данциг гвардии майор В. А. Потапов грамотно организовал взаимодействие со стрелковыми и артиллерийскими подразделениями. Действуя решительно и умело, танкисты Потапова быстро продвинулись к центру города и захватили переправы через каналы. Очищая от противника квартал за кварталом, 2-й танковый батальон 30 марта 1945 года вышел на восточную окраину города. Во время уличных боёв в Данциге танкистами Потапова было уничтожено 6 сильных опорных пунктов немецкой обороны, 8 танков, 18 артиллерийских орудий, 6 миномётных батарей и до 600 вражеских солдат и офицеров. Во время Берлинской операции 8-й гвардейский танковый корпус составлял резерв командующего 2-м Белорусским фронтом и в боях не участвовал. Боевой путь гвардии майор закончил в Германии недалеко от города Пренцлау.
После завершения Великой Отечественной войны В. А. Потапов был направлен на учёбу в Ленинградскую высшую офицерскую бронетанковую школу. По её окончании в 1946 году Василий Абрамович продолжил службу в Советской Армии. В 1956 году в звании полковника он уволился в запас. 
Жил и работал в городе Мелитополе. 
5 августа 1996 года Василий Абрамович скончался. Похоронен в Мелитополе Запорожской области Украины.

## Награды и звания
- Герой Советского Союза (3.6.1944)
- Орден Ленина (03.06.1944)
- Медаль «Золотая Звезда» (03.06.1944)
- Три ордена Красного Знамени (20.08.1943; 10.10.1943;06.02.1945)
- Орден Александра Невского (14.08.1944)
- Два ордена Отечественной войны I степени (10.05.1945; 11.03.1985)
- Два ордена Красной Звезды (05.03.1943; ??)
- Медали
- Почётный гражданин города Мелитополя (23.03.1995)

## Память
- Имя на Аллее Героев в Мелитополе
- Имя на Аллее Славы в Запорожье
- Барельеф Потапова Василия Абрамовича на воинском мемориальном комплексе в районном центре Залегощь Орловской области.
- В Марьина Горка (Беларусь). Мемориал в честь 8-й Гвардейской Краснознаменной танковой дивизии. Один из памятных знаков посвящён Герою.

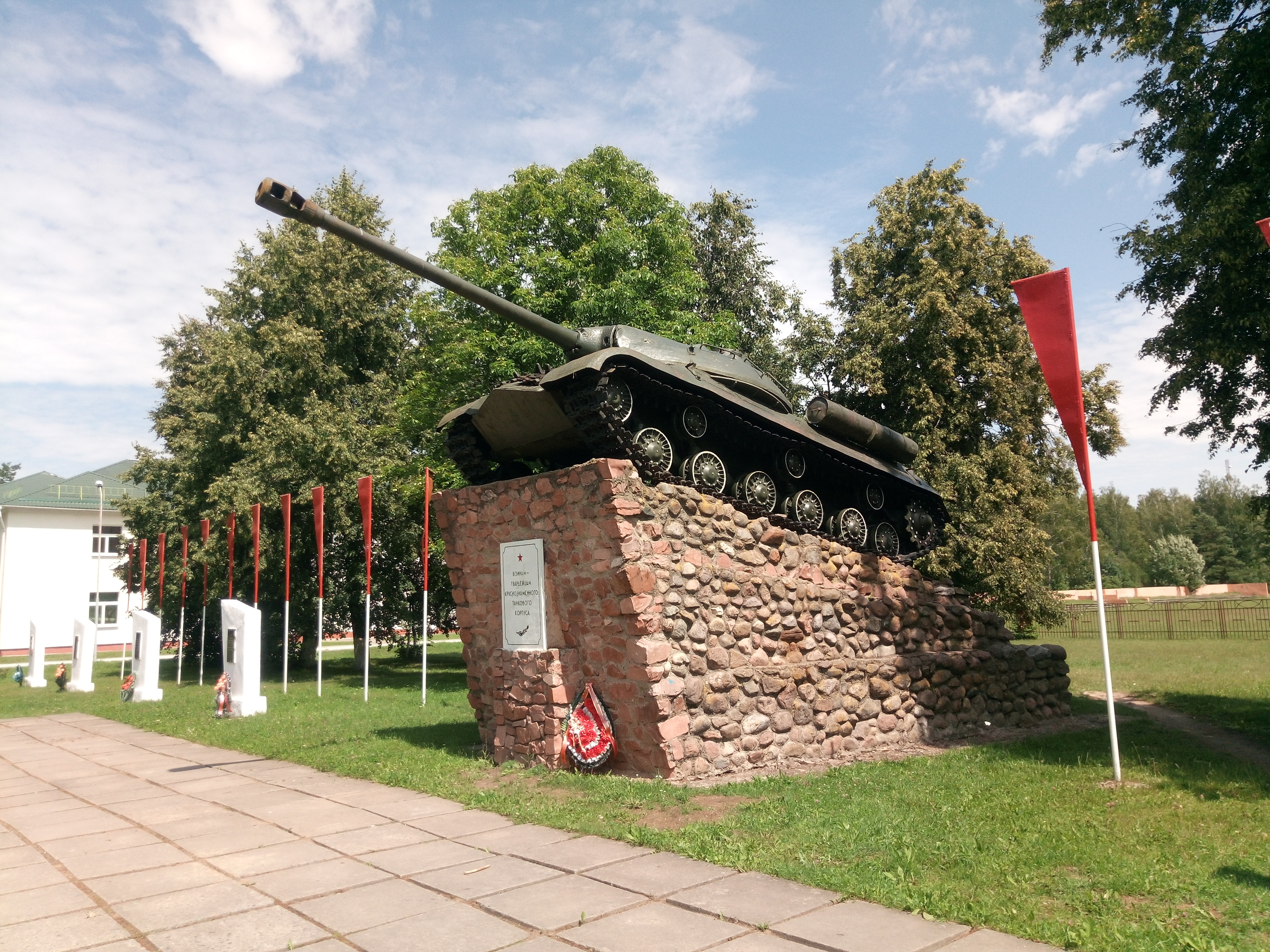
Марьина Горка. Памятник воинам-гвардейцам Краснознамённого танкового корпуса.
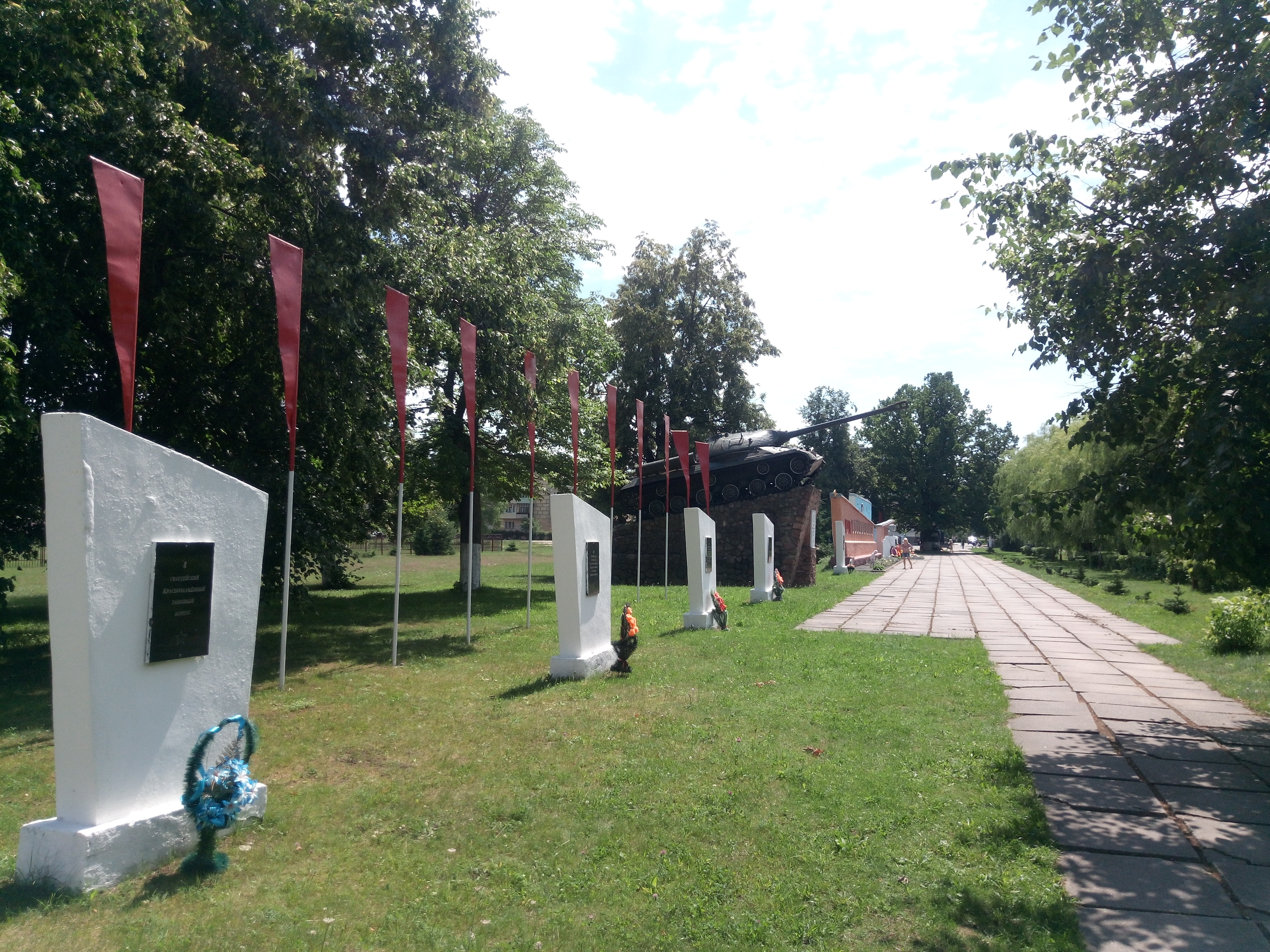
Марьина Горка. Мемориал 8-й танковой дивизии.
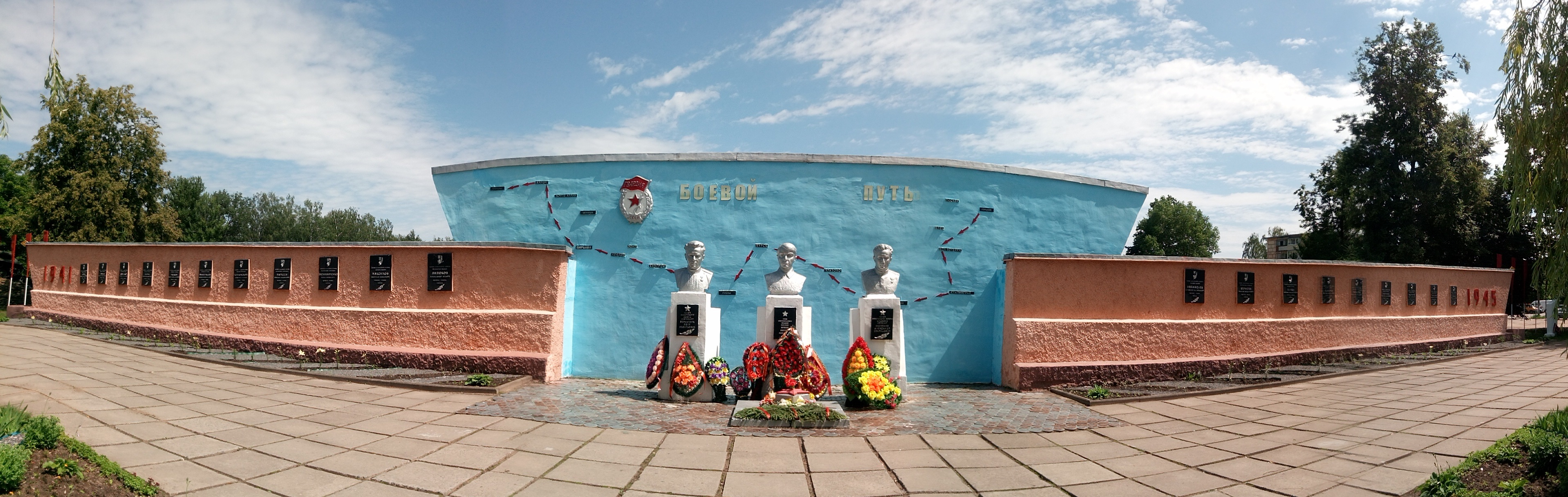
Марьина Горка. Мемориал 8-й танковой дивизии.
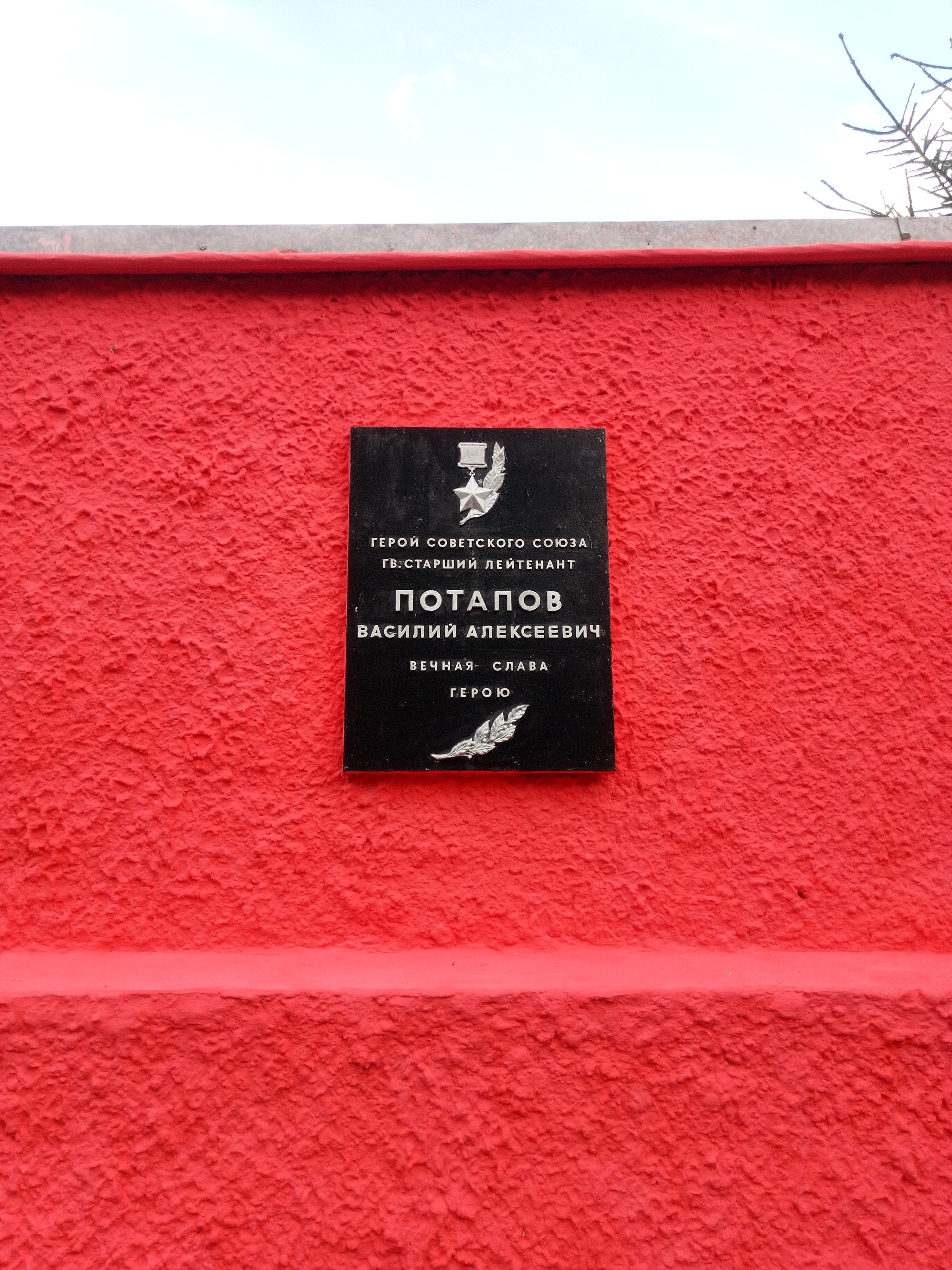
Марьина Горка. Мемориал 8-й танковой дивизии. Памятная доска.

## Документы
- Общедоступный электронный банк документов «Подвиг Народа в Великой Отечественной войне 1941—1945 гг.» Дата обращения: 5 февраля 2013. Архивировано из оригинала 13 марта 2012 года.

Представление к званию Героя Советского Союза и указ ПВС СССР о присвоении звания. Дата обращения: 5 февраля 2013. Архивировано 14 февраля 2013 года.
Орден Красного Знамени (фрагмент наградного листа и данные из учётной карточки о награждении приказом от 20.08.1943). Дата обращения: 5 февраля 2013. Архивировано 14 февраля 2013 года.
Орден Красного Знамени (наградной лист и приказ о награждении от 10.10.1943). Дата обращения: 5 февраля 2013. Архивировано 14 февраля 2013 года.
Орден Красного Знамени (наградной лист и приказ о награждении от 06.02.1945). Дата обращения: 4 февраля 2013. Архивировано 14 февраля 2013 года.
Орден Александра Невского (наградной лист и приказ о награждении). Дата обращения: 5 февраля 2013. Архивировано 14 февраля 2013 года.
Орден Отечественной войны 1-й степени (наградной лист и приказ о награждении). Дата обращения: 5 февраля 2013. Архивировано 14 февраля 2013 года.
Орден Отечественной войны 1-й степени (информация из карточки награждённого к 40-летию Победы). Дата обращения: 5 февраля 2013. Архивировано 14 февраля 2013 года.
Орден Красной Звезды (наградной лист и приказ о награждении от 05.03.1943). Дата обращения: 5 февраля 2013. Архивировано 14 февраля 2013 года.